# Katherine Blundell
Katherine Mary Blundell est une astrophysicienne britannique née en 1970. Experte reconnue des quasars et microquasars, elle est lauréate du prix Rosalind-Franklin en 2010 et officier de l'Ordre de l'Empire britannique.

## Formation
Katherine Blundell obtient un Bachelor of Arts en physique de l'Université de Cambridge puis, en 1995, un doctorat avec la thèse intitulée Asymmetries in radio galaxies and quasars.

## Carrière et recherche
Katherine Blundell commence sa carrière en tant que chercheuse au Balliol College d'Oxford. Elle est ensuite chercheuse à la Commission royale pour l'exposition de 1851 puis chercheuse universitaires de la Royal Society. Puis, elle est obtient un poste de professeure d'astrophysique à l'Université d'Oxford et de chercheuse au St John's College.
Ses recherches portent sur la physique des galaxies actives, telles que les quasars. Elle étudie également des objets de la Voie lactée tels que des microquasars qui produisent des jets astrophysiques de plasma qui émettent des ondes radio et se déplacent à des vitesses proches de la vitesse de la lumière.
Katherine Blundell est la fondatrice du projet Global Jet Watch qui enregistre des mesures spectroscopiques de microquasars tels que SS 433. Le projet utilise cinq télescopes Ritchey-Chrétien séparés en longitude autour de la terre de sorte qu'à tout moment au moins l'un d'entre eux soit dans la nuit. Deux des télescopes sont situés en Australie (Australie-Occidentale et Nouvelle-Galles du Sud), les autres en Inde, en Afrique du Sud et au Chili.

## Reconnaissance
- Prix Philip-Leverhulme en astrophysique (2005)
- Prix Rosalind-Franklin de la Royal Society (2010)
- Prix et médaille Lawrence Bragg de l'Institute of Physics (2012)
- George Darwin Lectureship de la Royal Astronomical Society (2015)
- Officier de l'Ordre de l'Empire britannique (2017)[7]

## Publications
Katherine Blundell est l'auteure de nombreux livres et articles de recherche, dont,:
- Blundell, Stephen J., and Katherine M. Blundell. Concepts in thermal physics. Oxford University Press on Demand, 2010.
- Willott, C. J., Rawlings, S., Blundell, K. M., & Lacy, M. (1999). The emission line—radio correlation for radio sources using the 7C Redshift Survey. Monthly Notices of the Royal Astronomical Society, 309(4), 1017-1033.
- Blundell, Katherine M., Steve Rawlings, and Chris J. Willott. "The nature and evolution of classical double radio sources from complete samples." The Astronomical Journal 117.2 (1999): 677.
- Blundell, Katherine M., and Steve Rawlings. "The spectra and energies of classical double radio lobes." The Astronomical Journal 119.3 (2000): 1111.
- Blundell, Katherine M., and Michael G. Bowler. "Symmetry in the changing jets of SS 433 and its true distance from us." The Astrophysical Journal Letters 616.2 (2004): L159.
- Blundell, Katherine M., and Steve Rawlings. "The inevitable youthfulness of known high-redshift radio galaxies." Nature399.6734 (1999): 330-332.
- Blundell, Katherine M., and Anthony J. Beasley. "The central engines of radio-quiet quasars." Monthly Notices of the Royal Astronomical Society 299.1 (1998): 165-170.